# Пращикі
Пращикі (пол. Praszczyki) — село в Польщі, у гміні Панки Клобуцького повіту Сілезького воєводства.
Населення — 571 особа (2011).
У 1975-1998 роках село належало до Ченстоховського воєводства.

## Демографія
Демографічна структура станом на 31 березня 2011 року:
|          | Загалом | Допрацездатний вік | Працездатний вік | Постпрацездатний вік |
| -------- | ------- | ------------------ | ---------------- | -------------------- |
| Чоловіки | 301     | 65                 | 195              | 41                   |
| Жінки    | 270     | 46                 | 167              | 57                   |
| Разом    | 571     | 111                | 362              | 98                   |